# Philadelphia Police Department
Het Philadelphia Police Department (PPD of Philly PD) is de politie van de Amerikaanse stad Philadelphia. De PPD is de oudste stedelijke politie en het vier na grootste politiekorps van het land. Het heeft 6600 agenten in dienst en 800 aan ondersteunend personeel.